# Luigi Durand de la Penne
Il Marchese Luigi Durand de la Penne (Genova, 11 febbraio 1914 – Genova, 17 gennaio 1992) è stato un ammiraglio e politico italiano.
Prestò servizio come Palombaro della Regia Marina durante la seconda guerra mondiale, venendo decorato con la medaglia d'oro al valor militare.

## Biografia
Figlio del marchese Renzo, capitano di fregata della Regia Marina e direttore del Lloyd Sabaudo, e di Giulia dei marchesi Morcaldi, gli spettarono i titoli di marchese e signore di La Penne e Chaudol. Conseguì il diploma di capitano marittimo presso l'Istituto tecnico dei trasporti e logistica Nautico San Giorgio. Nell'ottobre 1934 si iscrisse all'Accademia Navale di Livorno frequentando il corso ufficiali di complemento,  terminato il quale, col grado di guardiamarina, si imbarcò sul Fulmine, un cacciatorpediniere della Classe Folgore.
Nel 1935 entrò a far parte della 1ª Flottiglia MAS della Spezia e venne trattenuto in servizio a causa della guerra d'Etiopia. Nel 1938 venne promosso sottotenente di vascello.

### La seconda guerra mondiale

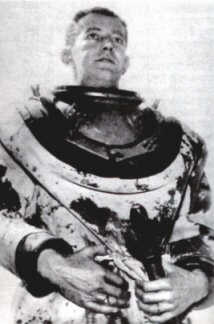
Luigi Durand de la Penne in tenuta da palombaro.

Durante la seconda guerra mondiale partecipò a numerose missioni con i MAS nel Mar Mediterraneo.

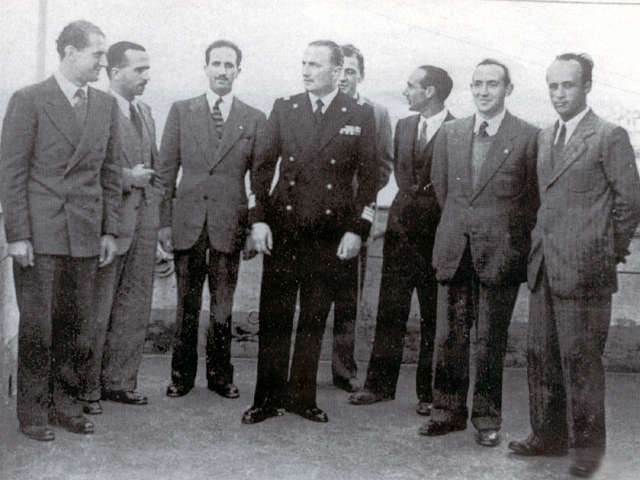
I componenti della 1ª Flottiglia MAS nel 1939: il primo a sinistra è il sottotenente di vascello Durand de la Penne

Passato ad operare con il Gruppo mezzi d'assalto, venne imbarcato sul sommergibile Iride nell'agosto 1940 e prese parte attivamente alla prima spedizione dei mezzi d'assalto contro la base inglese di Alessandria. La data dell'attacco era stata fissata per il 26 agosto, ma il sommergibile, salpato dalla base della Spezia, il 22 agosto venne localizzato alla fonda nel golfo di Bomba da un ricognitore inglese, ed alcune ore più tardi venne attaccato e colpito da tre aerosiluranti inglesi.
Nell'occasione Durand de la Penne riuscì a portare in salvo un marinaio dell'equipaggio del sommergibile, intrappolato nel battello. Per il suo comportamento Durand de la Penne venne passato in SPE (Servizio Permanente Effettivo).
Nell'ottobre 1940 venne promosso tenente di vascello. Partecipò alla missione di Gibilterra (30 ottobre 1940) e all'attacco alla base inglese di Alessandria d'Egitto.

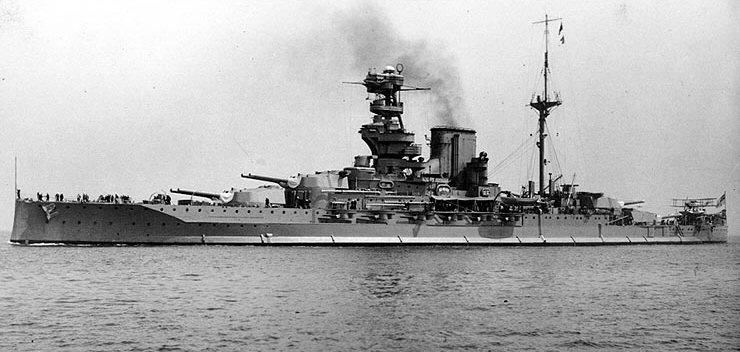
La corazzata HMS Valiant

In qualità di comandante della squadra d'assalto costituita dai siluri a lenta corsa 221, 222 e 223, guidati rispettivamente dallo stesso Durand de la Penne e da Vincenzo Martellotta e Antonio Marceglia, con l'aiuto dei capi palombari Emilio Bianchi e Mario Marino e del sottocapo Spartaco Schergat, riuscì nell'impresa, all'alba del 19 dicembre 1941, di affondare la nave da battaglia inglese Valiant. Il sommergibile Scirè, dopo una navigazione in zona presunta minata, si portò davanti al porto di Alessandria d'Egitto «a 1,3 miglia nautiche, per 356° dal Fanale del molo di ponente del porto commerciale di Alessandria, in fondale di m.15» e da lì lasciò partire la flottiglia di "maiali" (soprannome dei siluri a lenta corsa) che attaccarono le navi inglesi ancorate nel porto. Antonio Marceglia e Spartaco Schergat affondarono la corazzata Queen Elizabeth, Vincenzo Martellotta e Mario Marino affondarono la petroliera Sagona e danneggiarono il cacciatorpediniere Jervis. La Valiant e la Queen Elizabeth, grazie alle acque basse del porto, non affondarono completamente e dopo lunghi lavori di riparazione furono recuperate e rimesse in servizio.
Durand de la Penne, superate non senza difficoltà le ostruzioni del porto, collocò da solo, a causa del malore che aveva colpito il capo palombaro Emilio Bianchi, la carica esplosiva sotto la prora della Valiant; tuttavia risalito in superficie sfinito dallo sforzo, venne scoperto e catturato. Portato a bordo insieme al 2° capo Emilio Bianchi, secondo operatore del suo mezzo, fu rinchiuso in un locale adiacente al deposito munizioni. Lì venne lasciato anche dopo che ebbe informato, al fine di far porre in salvo l'equipaggio, il comandante dell'unità inglese, capitano di vascello Charles Morgan, dell'imminenza dello scoppio della carica.
Salvatosi dall'esplosione che affondò la nave, venne tratto prigioniero in Gran Bretagna. Successivamente all'armistizio dell'8 settembre 1943 rimpatriò e partecipò alla guerra di liberazione nel Gruppo Mezzi d'Assalto del Mariassalto. Nel marzo 1945, su invito del luogotenente del Regno Umberto di Savoia che presiedette la cerimonia, fu decorato a Taranto con la medaglia d'oro al valor militare e promosso per meriti di guerra; la decorazione gli fu consegnata da sir Charles Morgan, che nel 1941 comandava la Valiant e che nel frattempo era diventato ammiraglio.

### Carriera politica
Nel 1950 fu promosso capitano di fregata, nel 1954 capitano di vascello, nell'ottobre 1956 fu addetto navale in Brasile. Nel giugno 1956, nello scorcio finale della II legislatura, venne eletto alla Camera dei deputati nel collegio di Genova, nella lista della DC in sostituzione del defunto Paolo Cappa. Venne collocato in aspettativa ed iscritto nel Ruolo d'onore, dove raggiunse il grado di ammiraglio di squadra. Fu rieletto con il PLI nella III, IV, V e VI legislatura, ininterrottamente dal 1958 al 1976.
Nella II e III legislatura fece parte della Commissione trasporti
(dal 1º luglio 1956 all'11 giugno 1958
e dal 12 giugno 1958 al 30 giugno 1961).
Nella II, III, IV e V legislatura fece parte della Commissione difesa
(dal 1º luglio 1957 all'11 giugno 1958,
dal 12 giugno 1958 al 15 maggio 1963,
dal 1º luglio 1963 al 4 giugno 1968
e dal 10 luglio 1968 al 24 maggio 1972).
Dal 30 giugno 1972 al 7 luglio 1973
fu sottosegretario di Stato alla Marina mercantile nel II Governo Andreotti.

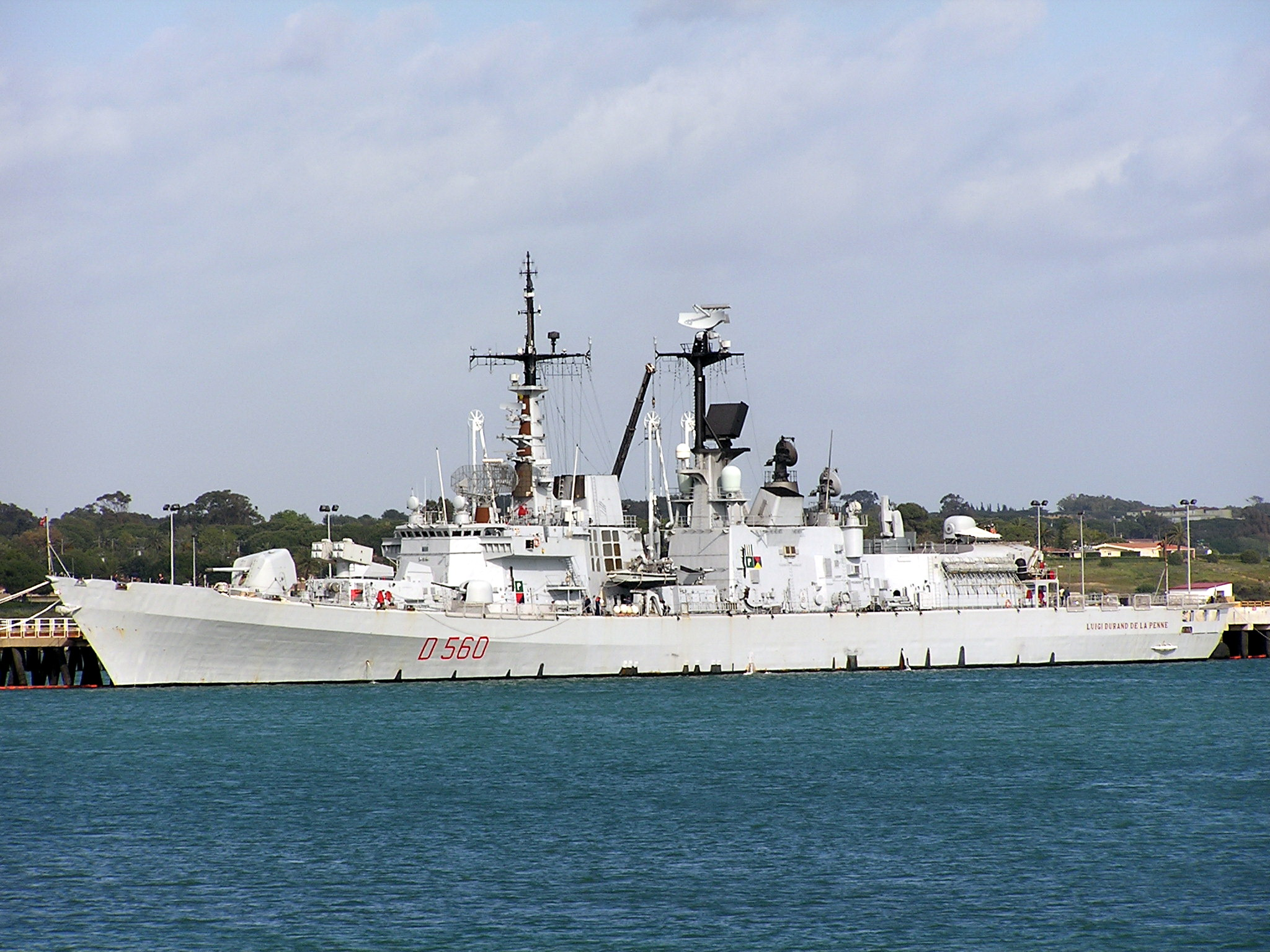
Cacciatorpediniere Luigi Durand de la Penne (D 560)

## Riferimenti successivi
Nel 1993 la Marina Militare ha battezzato in suo onore il cacciatorpediniere lanciamissili Luigi Durand de la Penne.
Si ispirano alle sue azioni militari i film L'affondamento della Valiant e I sette dell'Orsa maggiore.

## Onorificenze
Dopo aver avanzato per più miglia sott'acqua e superando difficoltà ed ostacoli di ogni genere fino all'esaurimento di tutte le sue forze, disponeva la carica sotto una nave da battaglia nemica a bordo della quale veniva poi tratto esausto. Conscio di dover condividere l'immancabile sorte di coloro che lo tenevano prigioniero, si rifiutava di dare ogni indicazione sul pericolo imminente e serenamente attendeva la fine, deciso a non compromettere l'esito della dura missione.
- Trasferimento in SPE (Servizio Permanente Effettivo) nel grado di sottotenente di vascello (1940);
- Promozione al grado di capitano di corvetta (1941).